# Plestia viridis
Plestia viridis är en insektsart som beskrevs av Frederick Arthur Godfrey Muir 1931. Plestia viridis ingår i släktet Plestia och familjen Ricaniidae. Inga underarter finns listade i Catalogue of Life.